# Lukovský potok (přítok Moravské Sázavy)
Lukovský potok je říční tok na Lanškrounsku v Pardubickém kraji, na pomezí Svitavské pahorkatiny a Podorlické pahorkatiny. Pramení v nadmořské výšce 528 m n. m. v severní části Hřebečského hřbetu. Tvoří pravostranný přítok řeky Moravská Sázava, která se dále vlévá do Moravy. Délka toku činí 16,7 km. Plocha povodí měří 63,5 km². Povodí se nachází na hlavním evropském rozvodí Labe - Dunaj. Vyskytuje se zde i nejnižší bod tohoto rozvodí, a to ve výšce 434 m n. m. v Třebovickém sedle.

## Popis toku
Potok pramení u vesnice Helvíkov, v současnosti trvalý průtok a tedy pramen potoka se nachází na severozápadním konci vsi, kde se vyskytuje zároveň malý rybník. Na horním toku odvádí srážky ze severního cípu Hřebečského hřbetu, protéká Helvíkovem a dále kolem obce Anenská Studánka. V dolním toku prochází Lanškrounskou kotlinou, konkrétně protéká Damníkovem a Lukovou. Posledně jmenovaná obec dala potoku jméno. Za Lukovou se v nadmořské výšce 342 m vlévá do řeky Moravská Sázava.

## Přítoky
- Pravostranné: Anenský potok, Trpík, Květná
- Levostranné: Lukávka, HMZ